# Paul Morgan

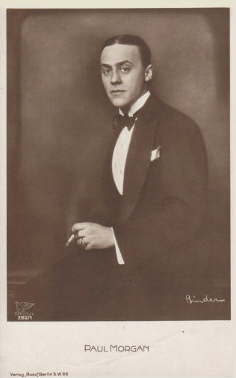
Paul Morgan.

Paul Morgan, född 1 oktober 1886 i Wien, Österrike-Ungern, död 10 december 1938 i KZ Buchenwald, Land Thüringen, Tyska riket, var en österrikisk skådespelare, kabaréartist och komiker. Tillsammans med Max Hansen och Kurt Robitschek grundade han 1924 Kabarett der Komiker. Under Weimarrepublikens existens medverkade han i många tyska stumfilmer och tidiga ljudfilmer på 1930-talet. Paul Morgan som var av judisk börd befann sig 1938 i Österrike och arresterades efter Anschluss, anklagad för att genom brev ha haft kontakter med Weimarrepublikens utrikesminister Gustav Stresemann. Han fördes till lägret Buchenwald där han dog en tid senare.

## Filmografi, urval
- 1926 – Frånskilda frun
- 1929 – Bara en modell
- 1930 – Två hjärtan i valstakt
- 1931 – Kärlekskommando
- 1932 – Damernas egen diplomat
- 1932 – En sång, en kyss, en flicka